# فرناندو مونتيل
فرناندو مونتيل (بالإسبانية: Fernando Montiel)‏ مواليد 1 مارس 1979 في ولاية سينالوا، المكسيك، هو ملاكم مكسيكي يصنف ضمن فئة وزن الريشة. حقق بطولة منظمة الملاكمة العالمية.

## المسيرة الاحترافية
من نزالاته:
- خسر أمام نونيتو دونيري (19-02-2011).
- انتصر على هوزمي هاسيغاوا (30-04-2010).

## إحصائيات
خاض خلال مسيرته 62 نزالا، فاز في 54 وتعادل في 2 وخسر في 6. فاز بالضربة القاضية في 39 نزالا.

## روابط خارجية
- فرناندو مونتيل على موقع بوكس ريك (الإنجليزية) (registration required)